# Tanyar
Tanyar est une localité du Cameroun située dans la région du Nord-Ouest et le département du Bui. Elle fait partie de la commune de Mbiame.

## Localisation
Le village de Tanyar est situé à environ 84 km de Bamenda, le chef-lieu de la Région du Nord-Ouest et à 265 km de Yaoundé la capitale du Cameroun. 

## Population
Lors du recensement de 2005, on y a dénombré 631 habitants dont 328 hommes et 303 femmes.

## Éducation
Il y a une école primaire et une école maternelle.